# Hiroko Matsuura
Hiroko Matsuura (松浦 寛子, Matsu'ura Hiroko) est une ancienne joueuse de volley-ball japonaise née le 15 juillet 1990 à Kumamoto. Elle mesure 1,80 m et jouait au poste de réceptionneuse-attaquante. Elle a totalisé 23 sélections en équipe du Japon. Elle a mis un terme à sa carrière de volleyeuse professionnelle en mai 2017.

## Clubs
| Club            | De        | À         |
| --------------- | --------- | --------- |
| NEC Red Rockets | 2009-2010 | 2011-2012 |
| Azeryol Bakı    | 2012-2013 | 2012-2013 |
| PFU BlueCats    | 2013-2014 | 2016-2017 |

## Palmarès

### Équipe nationale
- Championnat d'Asie et d'Océanie des moins de 20 ans
  - Vainqueur : 2008

### Distinctions individuelles
- Championnat du monde de volley-ball féminin des moins de 18 ans 2007: Meilleure attaquante[2].

## Articles connexees
- Équipe du Japon de volley-ball féminin